# Тарасівська сільська рада (Скадовський район)
Тара́сівська сільська́ ра́да — адміністративно-територіальна одиниця та орган місцевого самоврядування у Скадовському районі Херсонської області. Адміністративний центр — село Тарасівка.

## Загальні відомості
Тарасівська сільська рада утворена в 1921 році.
- Територія ради: 3,842 км²
- Населення ради: 1 809 осіб (станом на 2001 рік)
- Водоймища на території, підпорядкованій даній раді: Джарилгацька затока

## Населені пункти
Сільській раді підпорядковані населені пункти:
- с. Тарасівка
- с. Дарівка
- с. Новоукраїнка

## Склад ради
Рада складається з 18 депутатів та голови.
- Голова ради: Скобелєв Сергій Євгенович
- Секретар ради: Кондратенко Ольга Володимирівна

### Керівний склад попередніх скликань
| Прізвище, ім'я, по батькові | Основні відомості                                                 | Дата обрання | Дата звільнення |
| --------------------------- | ----------------------------------------------------------------- | ------------ | --------------- |
| Скобелєв Сергій Євгенович   | Сільський голова, 1968 року народження, освіта вища               | 26.03.2006   | 31.10.2010      |
| Скобелєв Сергій Євгенович   | Сільський голова, 1968 року народження, освіта вища, безпартійний | 31.10.2010   |                 |

Примітка: таблиця складена за даними сайту Верховної Ради України

### Депутати
За результатами місцевих виборів 2010 року депутатами ради стали:

#### За суб'єктами висування
| Суб'єкт висування               | Кількість обраних депутатів | %    |
| ------------------------------- | --------------------------- | ---- |
| Партія регіонів                 | 13                          | 72,2 |
| Самовисування                   | 3                           | 16,7 |
| Єдиний Центр                    | 1                           | 5,6  |
| Політична партія «Наша Україна» | 1                           | 5,6  |

#### За округами
| № округу                        | Прізвище, ім'я, по батькові       | Дата визнання обраним | Освіта             | Партійна приналежність | Відомості про обраного депутата                                |
| ------------------------------- | --------------------------------- | --------------------- | ------------------ | ---------------------- | -------------------------------------------------------------- |
| Єдиний Центр                    |                                   |                       |                    |                        |                                                                |
| 10                              | Скобелєва Олена Володимирівна     | 03.11.2010            | середня спеціальна | член Єдиного Центру    | Тарасівський сільський клуб, завідувачка                       |
| Партія регіонів                 |                                   |                       |                    |                        |                                                                |
| 1                               | Мамчур Людмила Григорівна         | 03.11.2010            | середня спеціальна | член Партії регіонів   | Дитячий садок, вихователь                                      |
| 4                               | Норик Василь Васильович           | 03.11.2010            | середня спеціальна | позапартійний          | Тарасівська загальноосвітня школа І-ІІІ ст., робітник          |
| 5                               | Веч Михайло Анатолійович          | 03.11.2010            | середня спеціальна | член Партії регіонів   | тимчасово не працює                                            |
| 6                               | Малиш Михайло Юрійович            | 03.11.2010            | середня            | член Партії регіонів   | тимчасово не працює                                            |
| 8                               | Ткачук Олександр Давидович        | 03.11.2010            | вища               | позапартійний          | Тарасівська загальноосвітня школа І-ІІІ ст., вчитель           |
| 11                              | Корнійчук Тетяна Василівна        | 03.11.2010            | середня спеціальна | член Партії регіонів   | Тарасівський дитячий садок, завідувачка                        |
| 12                              | Коваленко Світлана Миколаївна     | 03.11.2010            | середня спеціальна | член Партії регіонів   | тимчасово не працює                                            |
| 13                              | Літинський Валерій Павлович       | 03.11.2010            | середня            | член Партії регіонів   | тимчасово не працює                                            |
| 14                              | Філенко Інна Миколаївна           | 03.11.2010            | середня            | член Партії регіонів   | Тарасівська сільська рада, помічник вихователя                 |
| 15                              | Бойко Ольга Василівна             | 03.11.2010            | середня спеціальна | член Партії регіонів   | сільський клуб с. Новоукраїнка, завідувачка                    |
| 16                              | Сіліщук Лариса Василівна          | 03.11.2010            | середня спеціальна | член Партії регіонів   | фельдшерсько-акушерський пункт с. Дарівка, завідувачка         |
| 17                              | Анісімова Юлія Іванівна           | 03.11.2010            | середня            | член Партії регіонів   | тимчасово не працює                                            |
| 18                              | Фідчунова Ганна Володимирівна     | 03.11.2010            | середня            | член Партії регіонів   | Тарасівська загальноосвітня школа І-ІІІ ст., організатор       |
| Політична партія «Наша Україна» |                                   |                       |                    |                        |                                                                |
| 7                               | Істоміна Ася Олександрівна        | 03.11.2010            | середня спеціальна | позапартійна           | фельдшерсько-акушерський пункт с. Тарасівка, завідувачка       |
| Самовисування                   |                                   |                       |                    |                        |                                                                |
| 2                               | Гарбузинська Лариса Олександрівна | 03.11.2010            | середня спеціальна | позапартійна           | фельдшерсько-акушерський пункт с. Новоукраїнка, медична сестра |
| 3                               | Кондратенко Ольга Володимирівна   | 03.11.2010            | середня спеціальна | позапартійна           | Тарасівська сільська рада, секретар                            |
| 9                               | Юзвов Надія Григорівна            | 03.11.2010            | середня            | позапартійна           | Тарасівська бібліотека, завідувачка                            |

## Населення
Згідно з переписом УРСР 1989 року чисельність наявного населення села становила 1804 особи, з яких 839 чоловіків та 965 жінок.
За переписом населення України 2001 року в селі мешкало 1818 осіб.

### Мова
Розподіл населення за рідною мовою за даними перепису 2001 року:
| Мова       | Відсоток |
| ---------- | -------- |
| українська | 91,49 %  |
| російська  | 7,19 %   |
| білоруська | 0,33 %   |
| гагаузька  | 0,28 %   |
| молдовська | 0,22 %   |
| румунська  | 0,17 %   |
| вірменська | 0,11 %   |
| інші       | 0,21 %   |